# Замок Сан-Феліпе-де-Лара
Замок Сан-Фелі́пе-де-Ла́ра (ісп. Castillo de San Felipe de Lara; також використовують спрощену назву Замок Сан-Феліпе) — фортеця епохи іспанської колонізації Америки, розташована на місці впадіння озера Ісабаль до річки Ріо-Дульсе на сході Республіки Гватемала. Ісабаль через річку Ріо-Дульсе має вихід до озера Ель-Гольфете, що, своєю чергою, витікає в Карибське море. Пірати з XVI і аж до XVIII ст. неодноразово використовували цей водний прохід для грабунків. У XVII ст., за розпорядженням іспанського короля Філіпа II, для захисту власності колоністів від нападів піратів було споруджено цю фортецю. Іспанцям вона служила впродовж кількох століть. За цей час піратам вдалося один раз її зруйнувати та кілька разів пограбувати.
У 2002 Сан-Феліпе було внесено до попереднього списку Світової спадщини ЮНЕСКО. У країні це одне з улюблених місць для туристів.

## Галерея

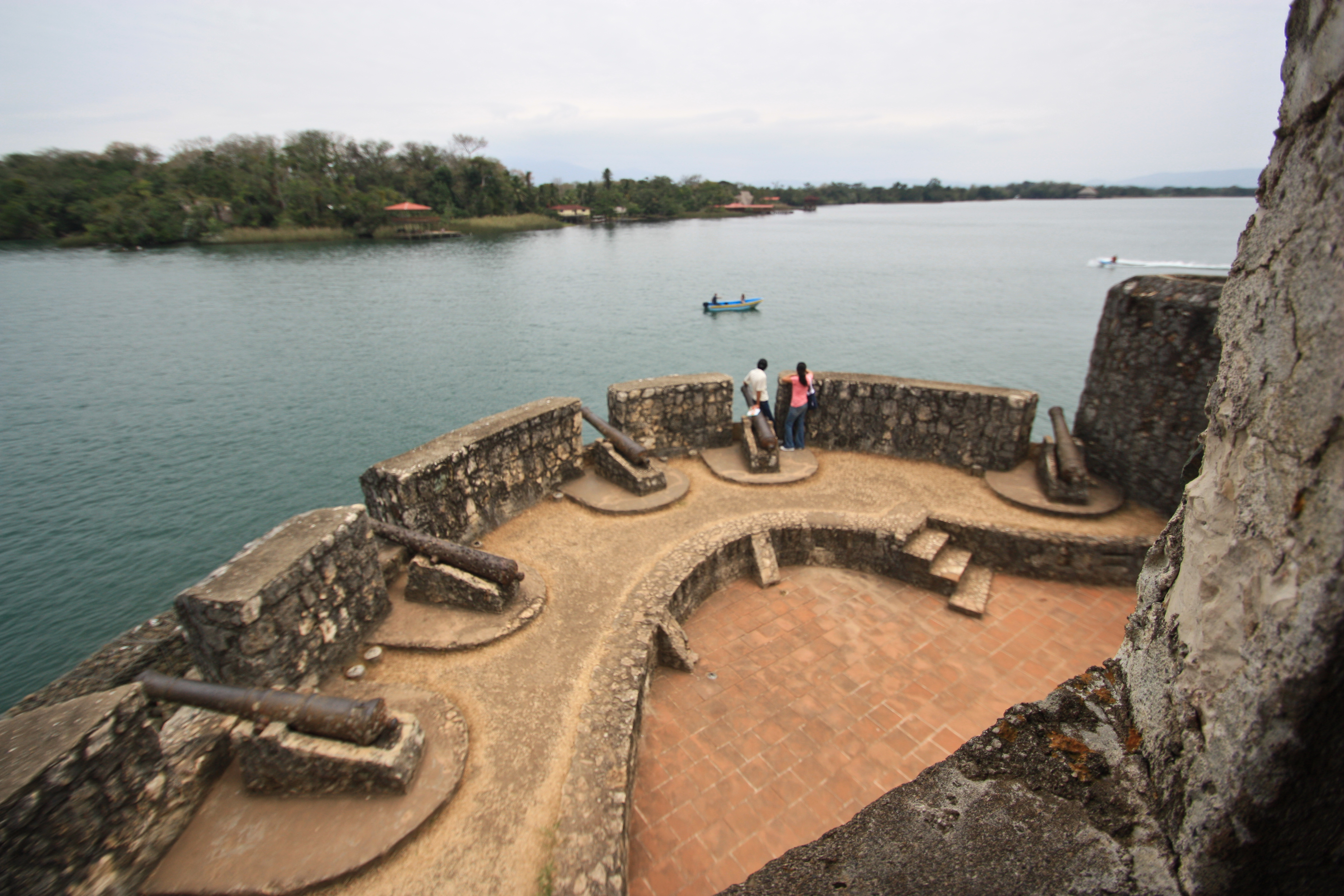
Вигляд на вузький прохід між озером і річкою
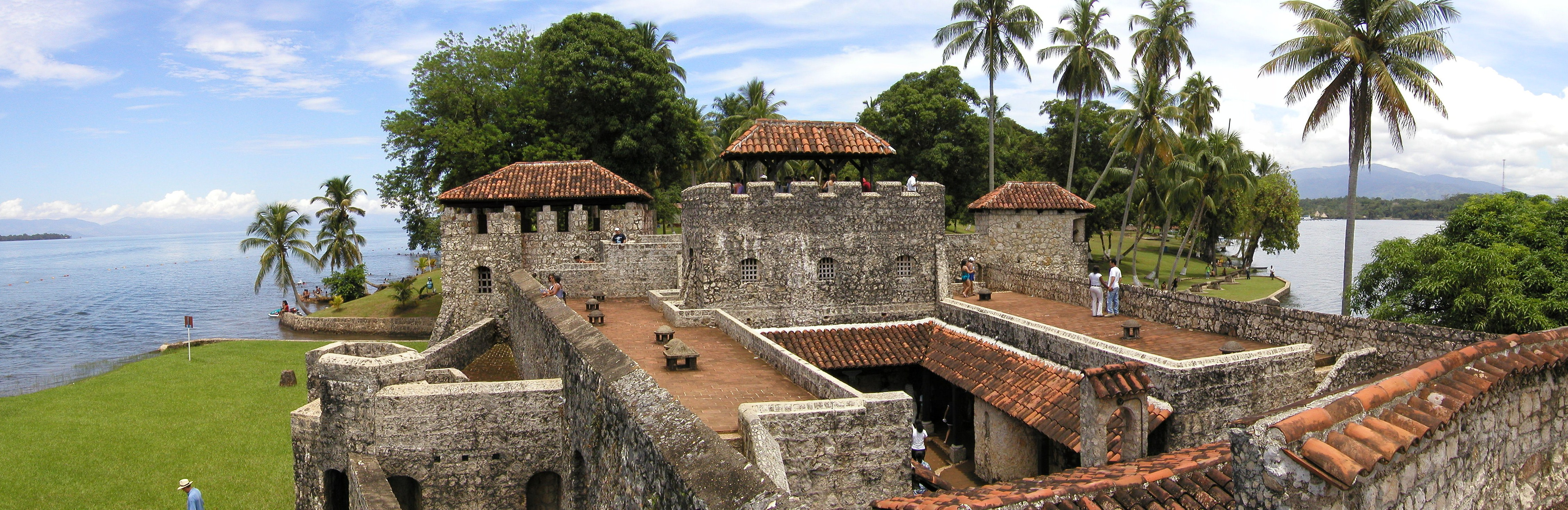
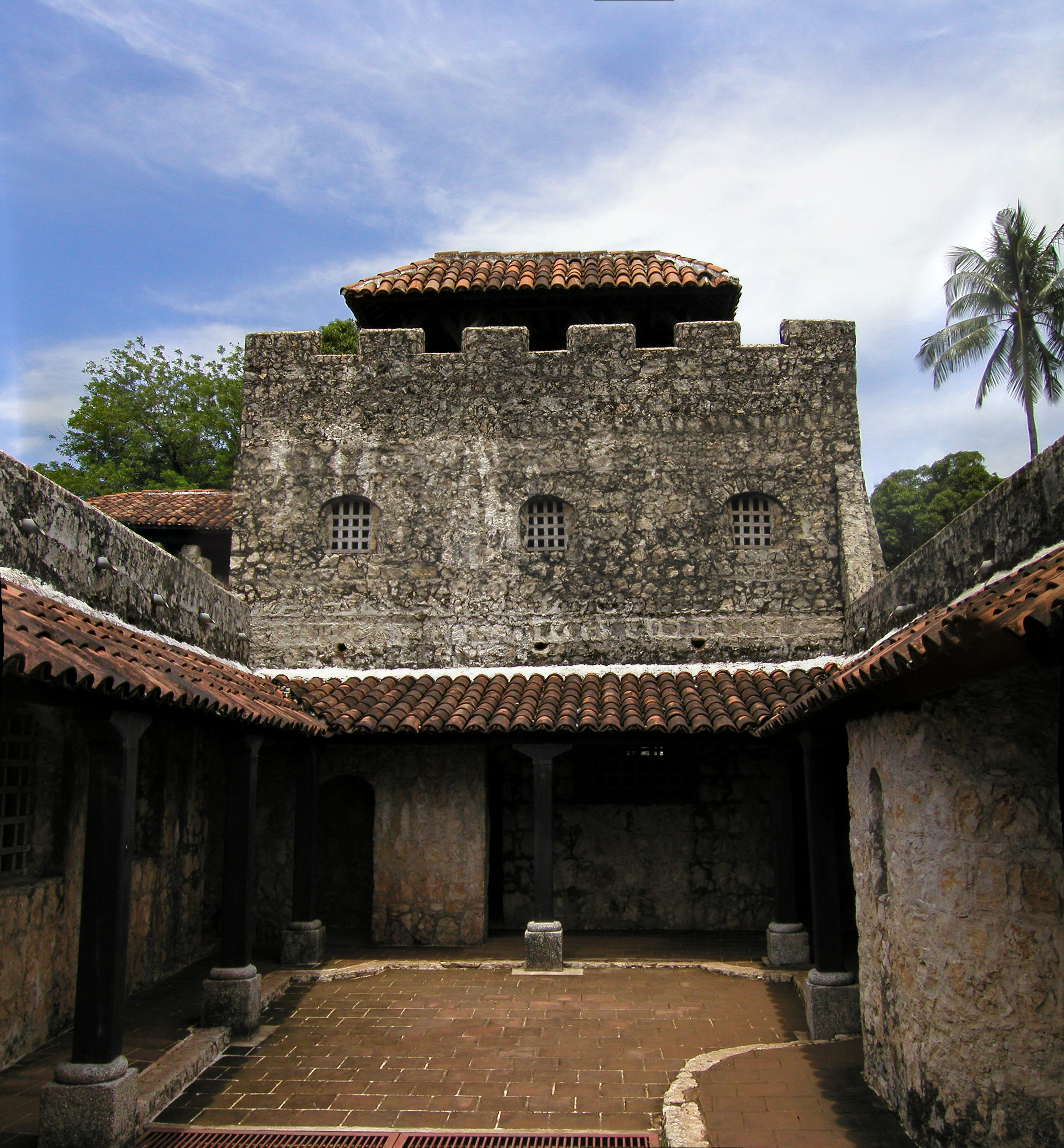
Всередині
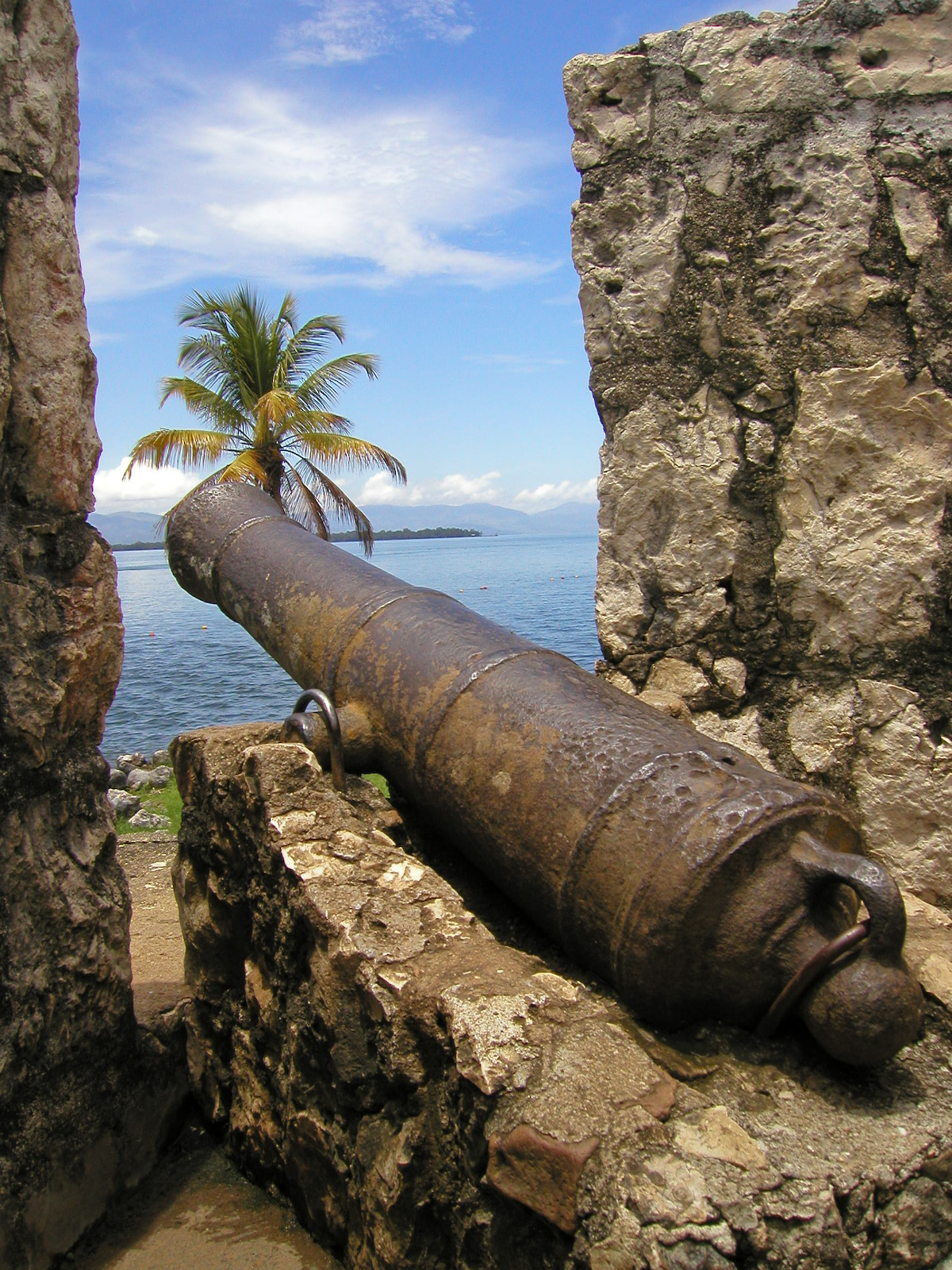
Одна з гармат